# PrivaSphere Secure Messaging
PrivaSphere Secure Messaging ist der sichere und verbindliche E-Mail-Service der Schweizer Firma PrivaSphere. Im Rahmen der Einführung des elektronischen Rechtsverkehres in der Schweiz kommt ihr eine Schlüsselrolle zu. PrivaSphere Secure Messaging war die erste eidgenössisch anerkannte Zustellplattformtechnologie für sichere E-Mails. Seit März 2018 kann die Anmeldung auch mit der SwissID vorgenommen werden.